# Polyboroides
Polyboroides este un gen de păsări de pradă din familia Accipitridae. Acest gen are două specii recunoscute care se găsesc în Africa subsahariană și Madagascar. Cele două specii sunt alopatrice⁠(d) și limitate la zona afrotropicală.
Genul Polyboroides are două specii recunoscute:
- Polyboroides typus
- Polyboroides radiatus